# Recurvidris
Recurvidris is een geslacht van mieren uit de onderfamilie van de Myrmicinae (Knoopmieren).

## Soorten
- R. browni Bolton, 1992
- R. glabriceps Zhou, 2000
- R. hebe Bolton, 1992
- R. kemneri (Wheeler, G.C. & Wheeler, J., 1954)
- R. nigrans Zettel, 2008
- R. nuwa Xu & Zheng, 1995
- R. pickburni Bolton, 1992
- R. proles Bolton, 1992
- R. recurvispinosa (Forel, 1890)
- R. williami Bolton, 1992